# 小行星3914
小行星3914（3914 Kotogahama）是一颗围绕太阳公转的小行星。1987年9月16日，關勉在藝西天文台发现了此天体。
該小行星以日本相撲力士琴濵貞雄命名。
这颗小行星的绝对星等为316.9917729122536等。